# Elle me contrôle
«Elle me contrôle» es una canción del cantante francés Matt Pokora lanzada como segundo sencillo de su álbum debut M Pokora en el año 2005. El tema cuenta con la colaboración de la rapera Lady Sweety.
La canción fue producida por los Dj's Kore & Skalp. Este tema ganó el premio a la mejor canción francófona en los NRJ Music Awards del 2006.

## Videoclip
El video musical de Elle me contrôle fue dirigido por Karim Ouaret. Ganó el premio al mejor videoclip del año en los NRJ Music Awards del 2006.
En el video, grabado en Francia, se muestra al cantante junto a Sweety en una fiesta.

### Lista de canciones
CD1 (portada Verde)
1. «Elle me contrôle» (feat. Sweety)
2. «Showbiz» (The Battle) live performance

CD2 (portada Roja)
1. «Elle me contrôle» (feat. Sweety)
2. «Elle me contrôle» music video"

## Posicionamiento
| Listas (2005)              | Posición |
| -------------------------- | -------- |
| Bélgica Singles Chart      | 11       |
| Francia SNEP Singles Chart | 6        |
| Suecia Singles Chart       | 23       |

| End of year chart (2005) | Position |
| ------------------------ | -------- |
| Bélgica Singles Chart    | 52       |
| Francia Airplay Chart    | 32       |
| Francia Singles Chart    | 59       |
| Francia TV Airplay Chart | 7        |